# Alexandre Cabanel

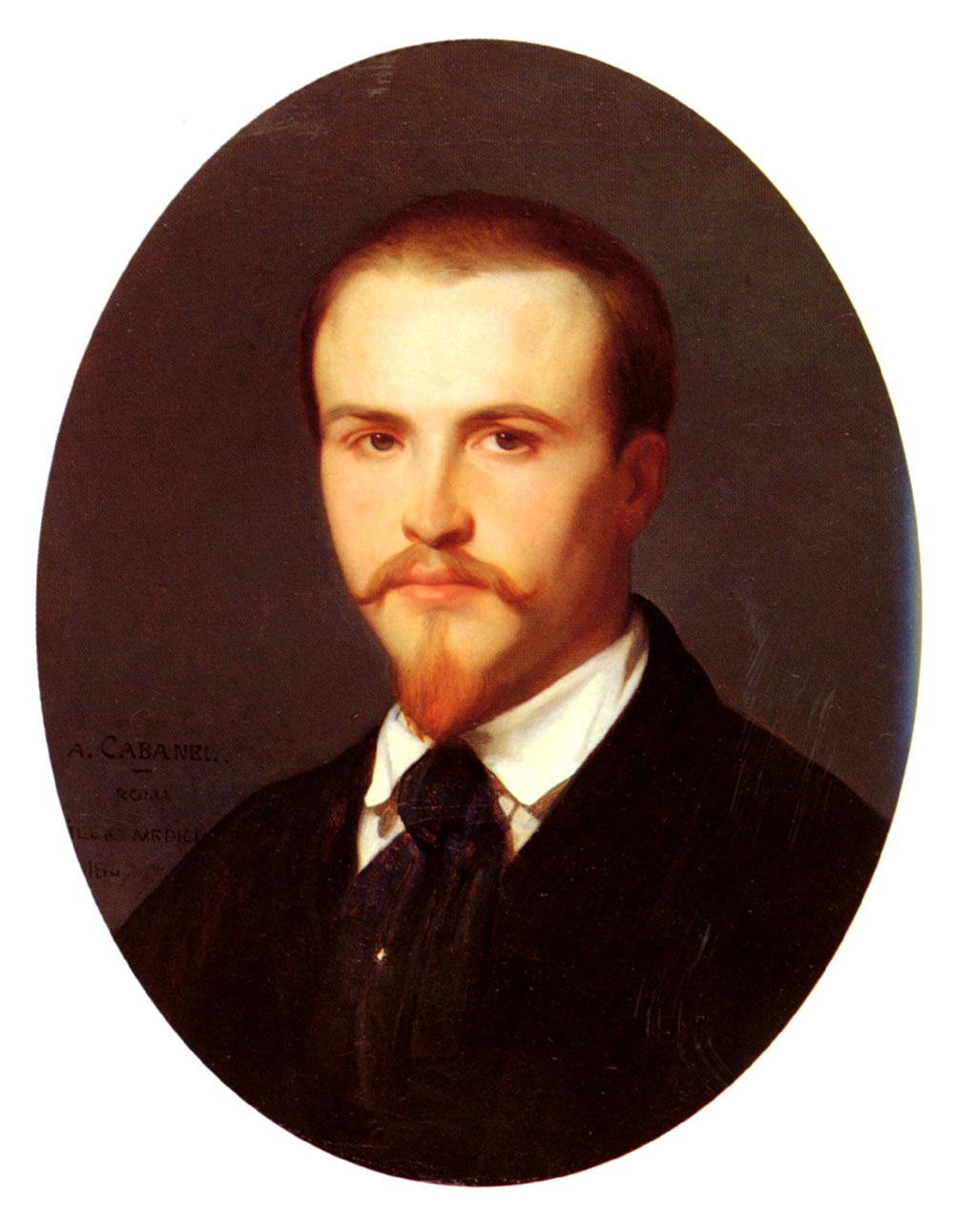
Alexandre Cabanel (vlastní portrét, 1847)

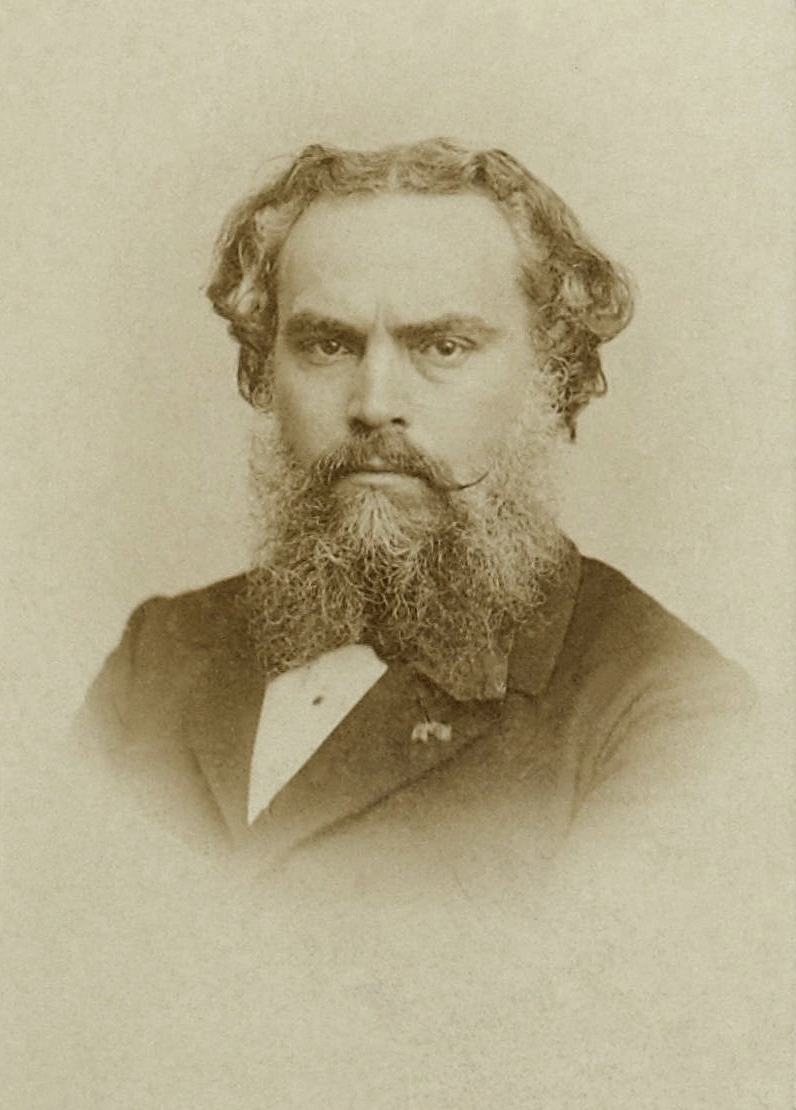
Alexandre Cabanel (1865)

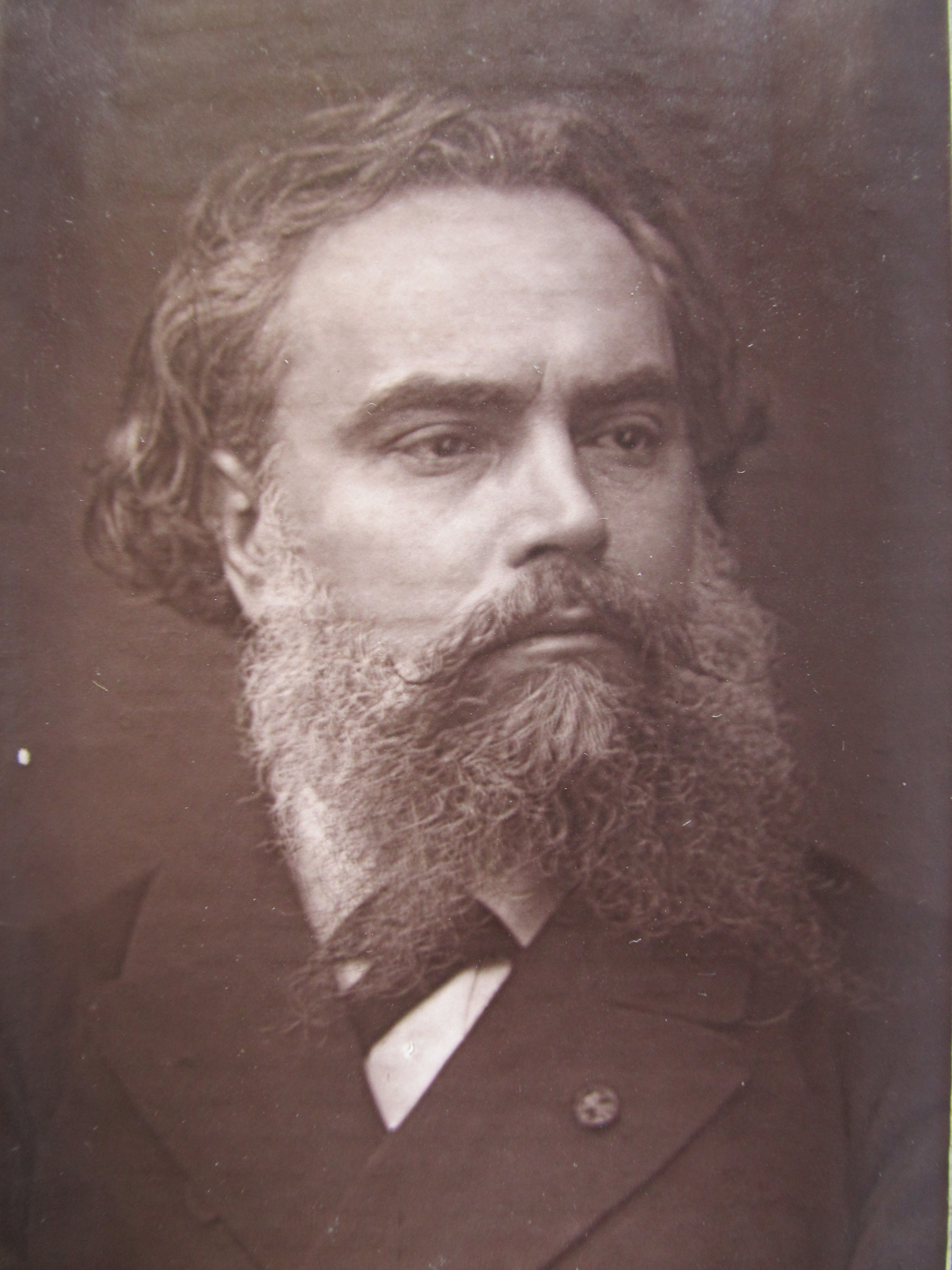
Alexandre Cabanel (1878)

Alexandre Cabanel (28. září 1823 Montpellier – 23. ledna 1889 Paříž) byl francouzský malíř. Patří mezi představitele akademismu, taktéž je zařazován mezi hlavní představitele akademického eklektismu. Je znám převážně pro své historické, klasické a náboženské obrazy malované v akademickém stylu, je však uznáván i jako malíř portrétů. Podle Diccionario Enciclopedico Salvat byl Cabanel nejlepší zástupce L'art pompier a jeden z hlavních malířů Napoleona III.

## Život
Cabanel se narodil v Montpellieru v departementu Hérault ve Francii. V sedmnácti letech začal studovat na École des Beaux-Arts v Paříži pod vedením François-Édouarda Picota. Jeho první výstava se konala roku 1844 na Pařížském salónu. V roce 1845 teprve ve svých 22 letech vyhrál Prix de Rome. Po tomto úspěchu následovalo několik dalších ocenění a poct. V roce 1863 byl zvolen členem Francouzského institutu a ve stejném roce se stal profesorem na École des Beaux-Arts. V letech 1865, 1867 a 1878 získal Cabanel ocenění Grande Médaille d'Honneur.
Cabanel byl úzce spjatý s Pařížským salónem, jehož se postupem času stal nedílnou součástí. Zastával zde místo porotce a se svými početnými žáky tento salón pravidelně navštěvoval.
V roce 1863 namaloval obraz Zrození Venuše, které si zakoupil císař Napoleon III. Postupně bylo vyrobeno několik replik, včetně zmenšené verze obrazu pro bankéře Johna Wolfa, který je v současné době vystaven v New Yorku v Metropolitním muzeu.
Alexandre Cabanel zemřel 23. ledna 1889 ve věku 65 let v Paříži. Byl pochován na hřbitově Cimetière Saint-Lazare v rodném Montpellieru.

## Seznam žáků

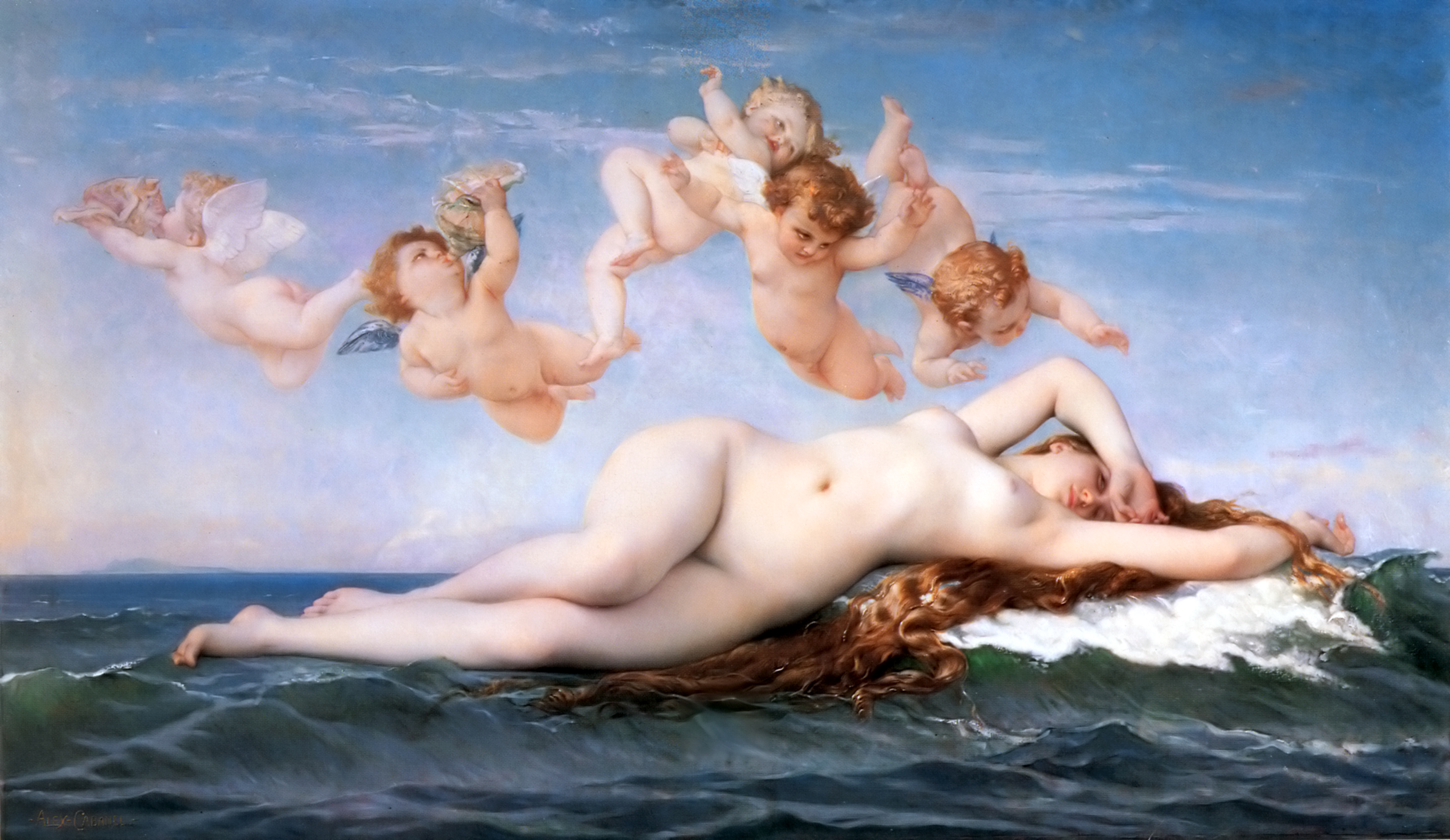
Zrození Venuše (1863) olej na plátně, museum Orsay, Paříž

Mezi jeho žáky patřili:
- Rodolfo Amoedo
- Jean-Joseph Benjamin-Constant
- Albert Besnard
- Vlaho Bukovac
- Charles Bulteau
- Gaston Bussière
- Louis Capdevielle
- Eugène Carrière
- Fernand Cormon
- Pierre Auguste Cot
- Édouard Debat-Ponsan
- Émile Friant
- François Guiguet
- Jules Bastien Lepage
- François Flameng
- Charles Fouqueray
- Henri Gervex
- Charles Lucien Léandre
- Henri Le Sidaner
- Aristide Maillol
- Édouard-Antoine Marsal
- João Marques de Oliveira
- Henri Regnault
- Louis Royer
- Jean-Jacques Scherrer
- António da Silva Porto
- Joseph-Noël Sylvestre
- Solomon Joesph Solomon
- Paul Tavernier
- François Thévenot
- Étienne Terrus
- Adolphe Willette

## Přehled vybraných děl
- Mojžíšova smrt (1851) – Dahesh muzeum, New York, USA
- Nymfa a Satyr (Nymphe et Satyr, 1860) – Soukromá sbírka
- Zrození Venuše (1863) – Musée d'Orsay, Paříž
- Smrt Francesky z Rimini a Paola Malatesta (1870) – Musée d'Orsay, Paříž
- La Comtesse de Keller (1873) – Musée d'Orsay, Paříž
- Faidra (Phèdre, 1880) – Musée Fabre, Montpellier
- Ofélia (1883) – Soukromá sbírka
- Lady Curzon (1887) – Anglie
- Kleopatra testuje jedy na odsouzených vězních (1887) – Soukromá sbírka
- Padlý anděl (1868) – Paříž
- Vypovězení Adama a Evy z ráje – Soukromá sbírka

## Galerie

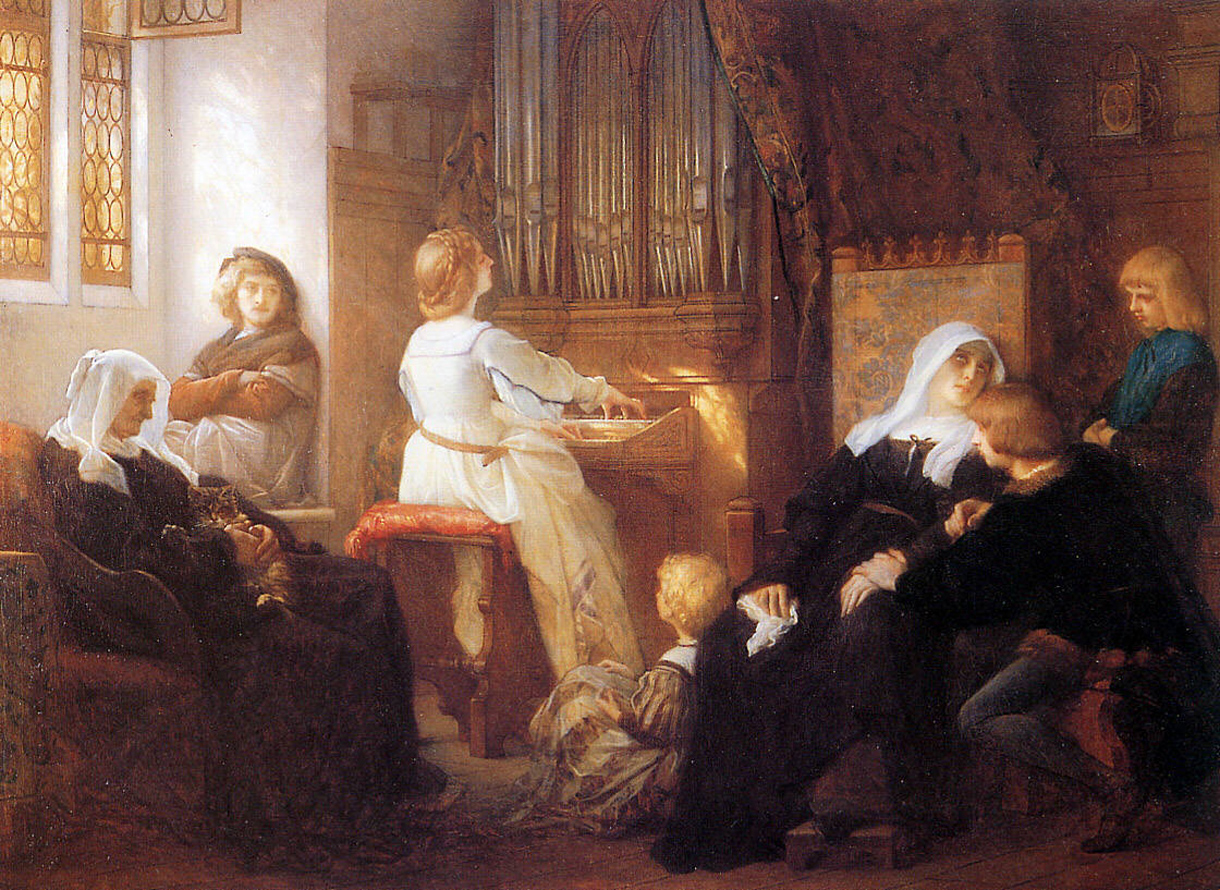
Harmonie (1877)
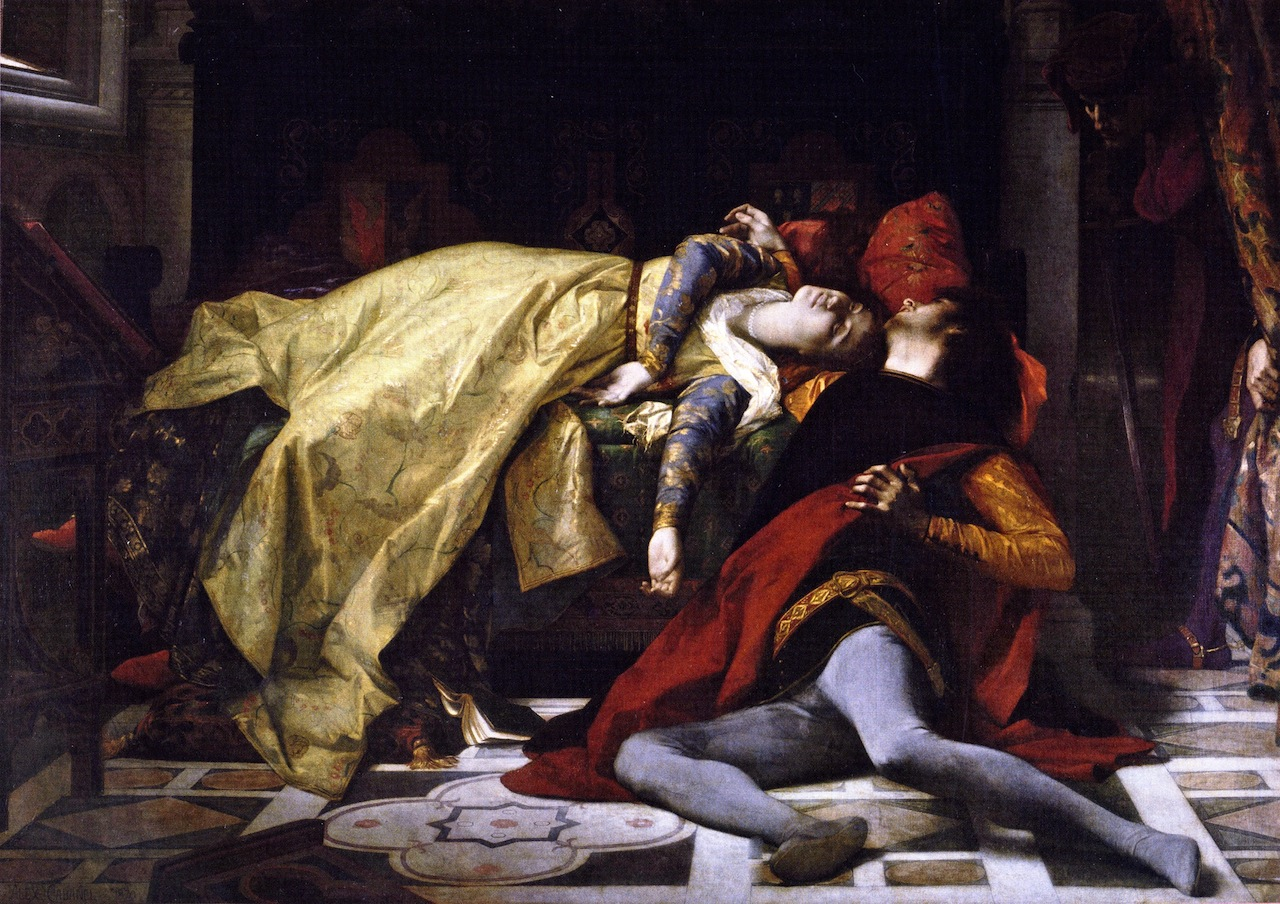
Smrt Francesky da Rimini a Paola Malatesta (1870)
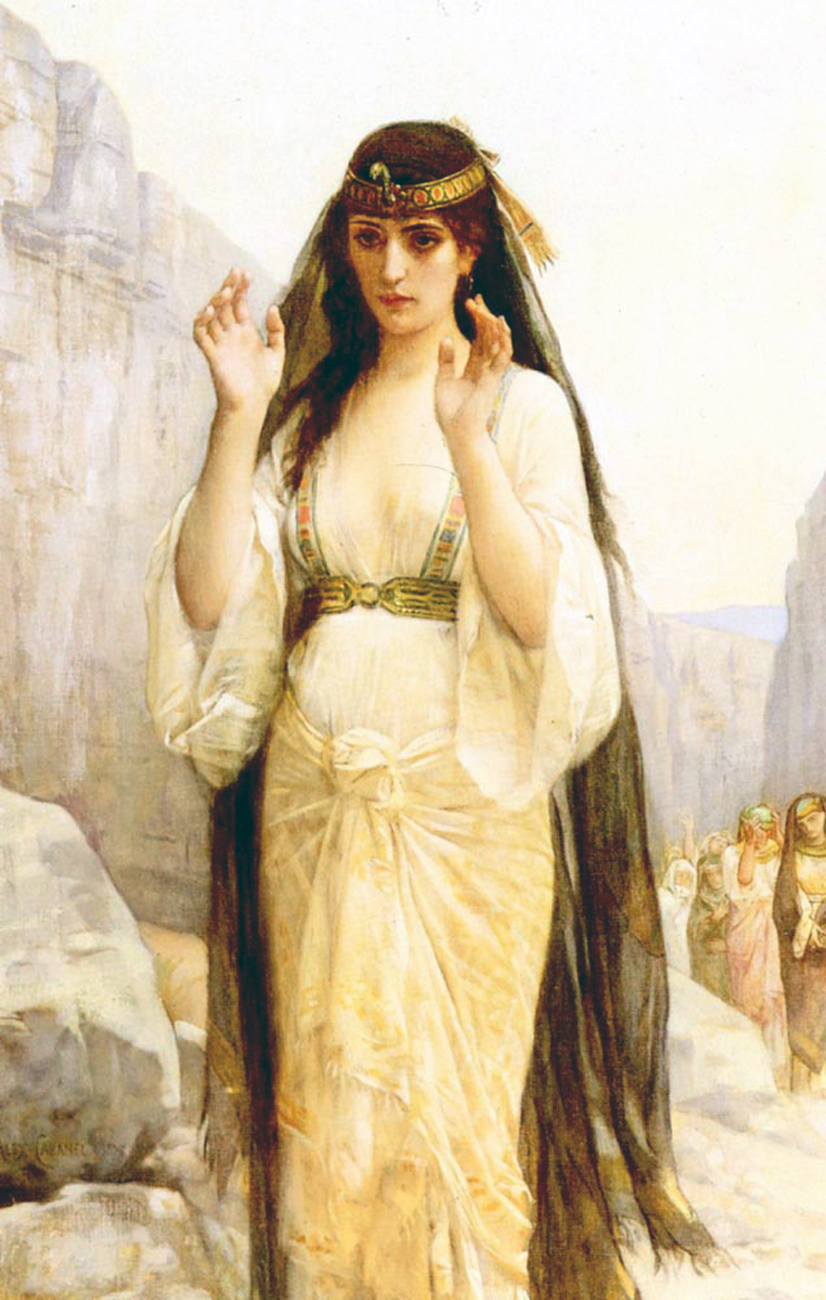
Jephthahova dcera (1879)
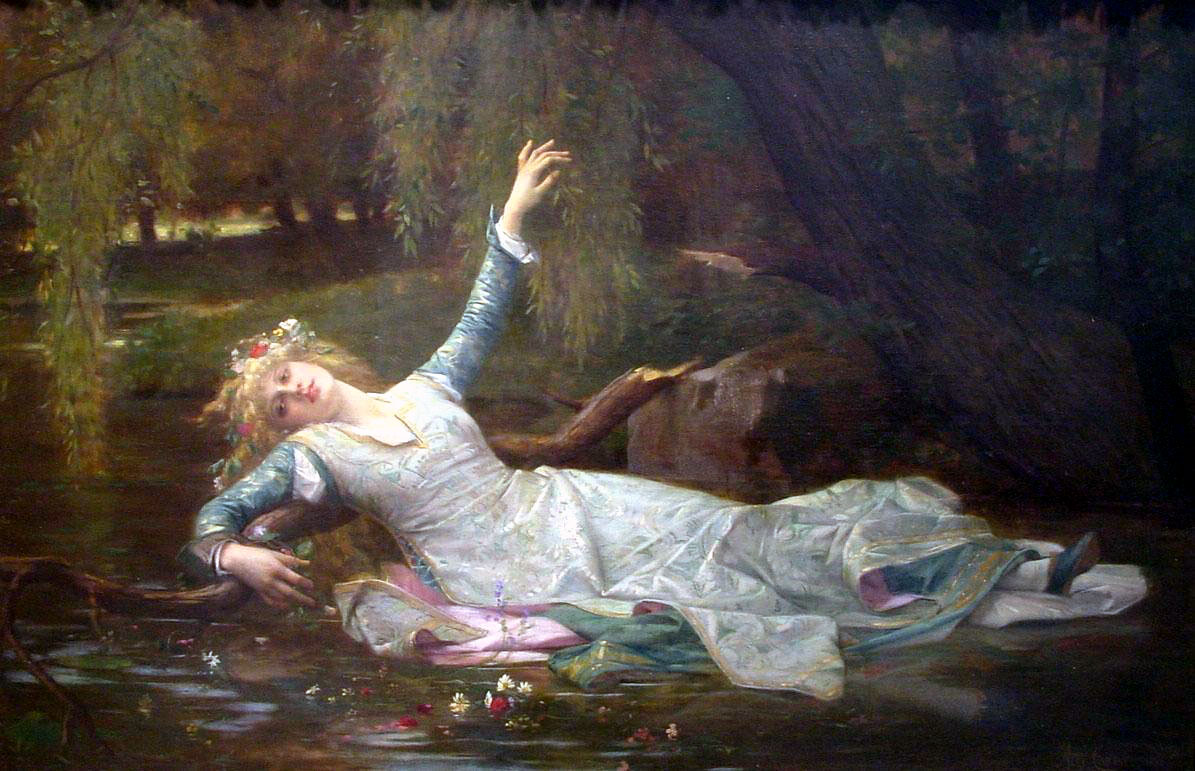
Ofélia (1883)
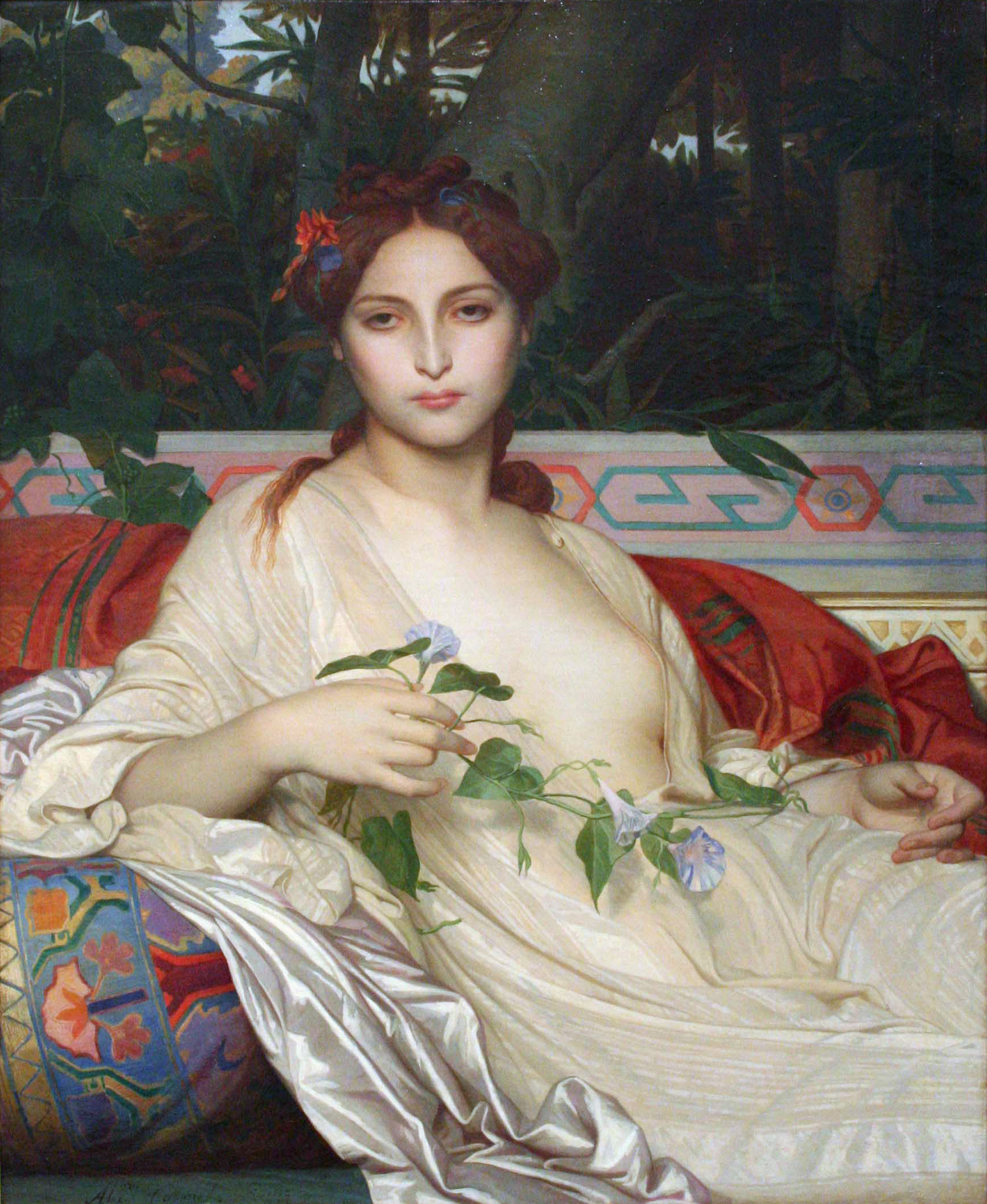
Albaydé (1884)
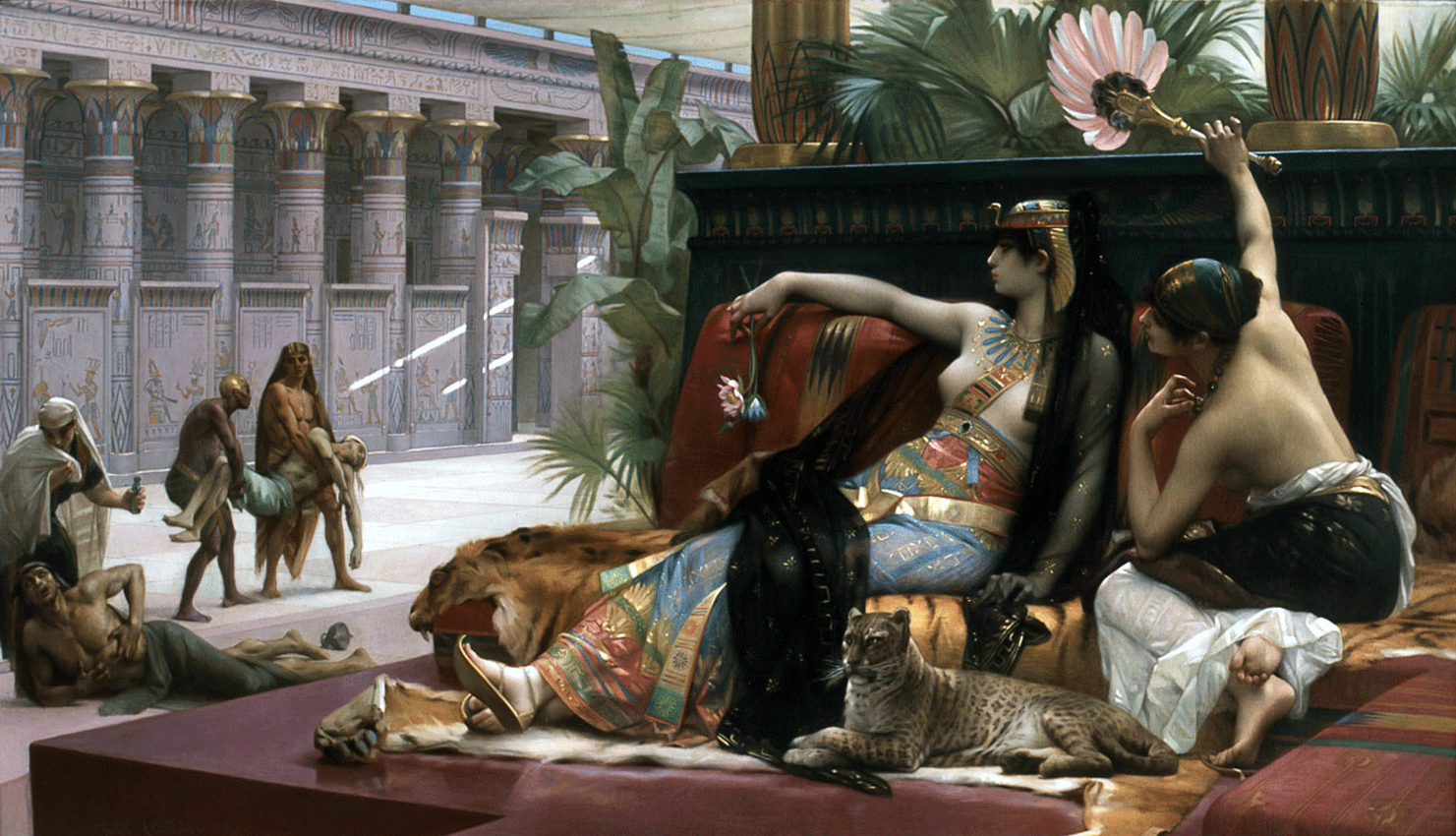
Kleopatra testuje jedy na odsouzených vězních (1887)
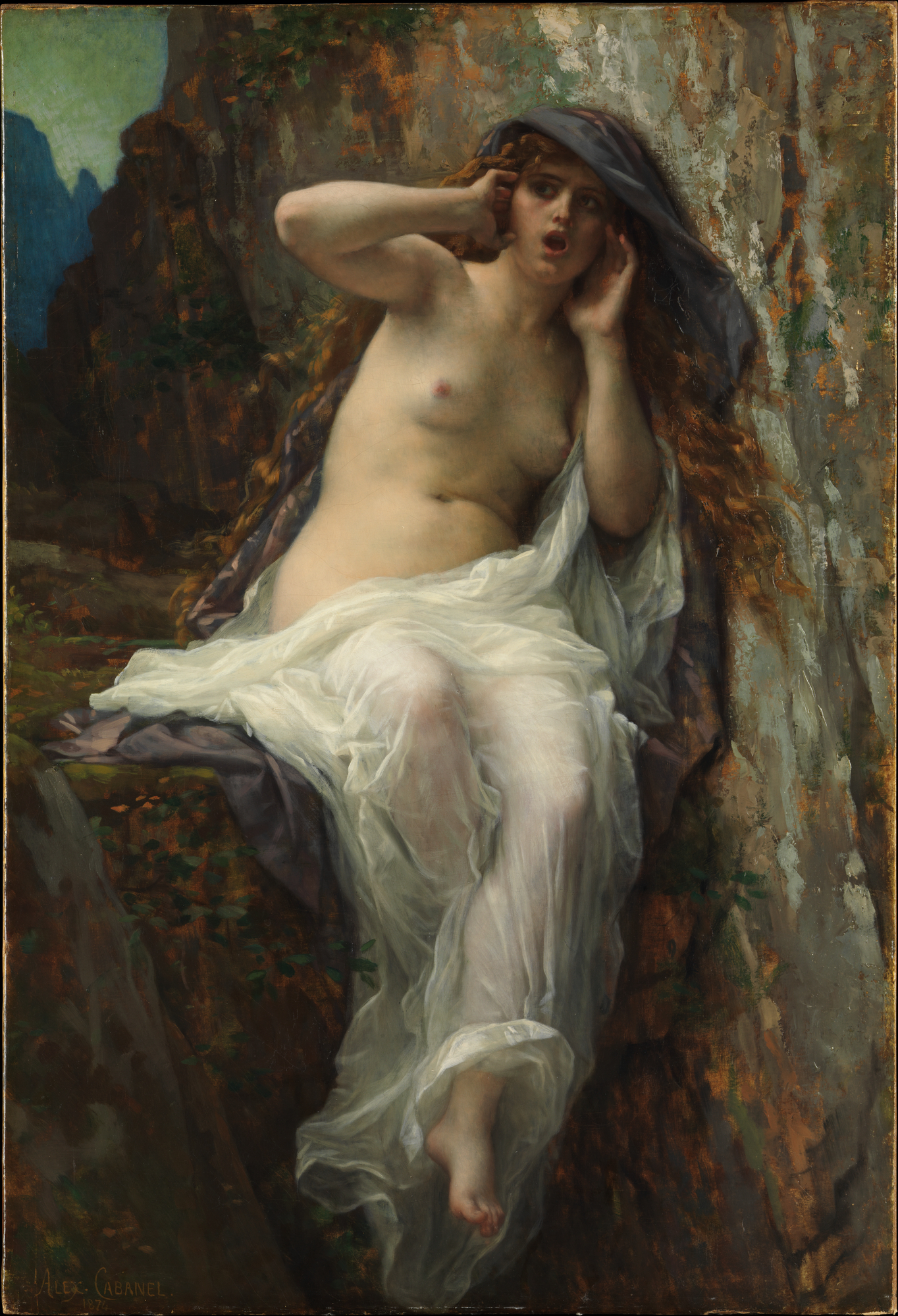
Echó (1887)